# ابرو یاشار
ابرو یاشار (ترکی استانبولی: Ebru Yaşar؛ زادهٔ ۸ اوت ۱۹۷۸) یک خواننده اهل ترکیه است. او زاده شهر آنکاراست.  .